# Mns Krueng (Nisam)
Mns Krueng is een bestuurslaag in het regentschap Aceh Utara van de provincie Atjeh, Indonesië. Mns Krueng telt 472 inwoners (volkstelling 2010).